# Hans Astrup
Hans Rasmus Astrup, född 17 april 1831 i nuvarande Molde kommun och död 19 februari 1898, var en norsk affärsman, politiker och donator.
Astrup grundade en trävarufirma i Barcelona 1855 tillsammans med sin landsman N. Sörensen, som 1861 flyttade till Stockholm för att leda en filial av firman Astrup & Sörensen. Astrup flyttade 1864 själv till Stockholm och blev 1872 ensam ägare till den alltmera omfattande affärsrörelsen. 1885 sålde Astrup sitt företag, vilket bland annat omfattad huvudandelen i Skutskärs sågverk, för 5 miljoner kronor, flyttade till Norge och bosatte sig på födelsegården Eikrem. Redan under sin svenska tid sysslade Astrup med norsk politik, understödde frikostigt norska vänstern och dess press samt övade genom sin vänskap med Adolf Hedin även inflytande på den svenska pressen. Som arbetsminister i Sverdrups regering 1885-1888 arbetade Astrup på kommunikationsväsendets utveckling. I stortinget slöt sig Astrup till den rena vänstern men hans självständiga väsen tålde inga partiband. Astrup skänkte 1887 Uppsala universitet, senare studentkåren, en porfyrkolonn från det av honom ägda Älvdalens porfyrverk. Ursprungligen tänkt att uppställas i Mora till Gustav Vasas minne, sedermera tänkts som en del i det planerade Sten Sturemonumentet, kom det slutligen att resas (1927) invid domkyrkan, kränt av Christian Erikssons Jakob Ulfsson-stod.